# Sint-Jozefskerk (Hoboken)

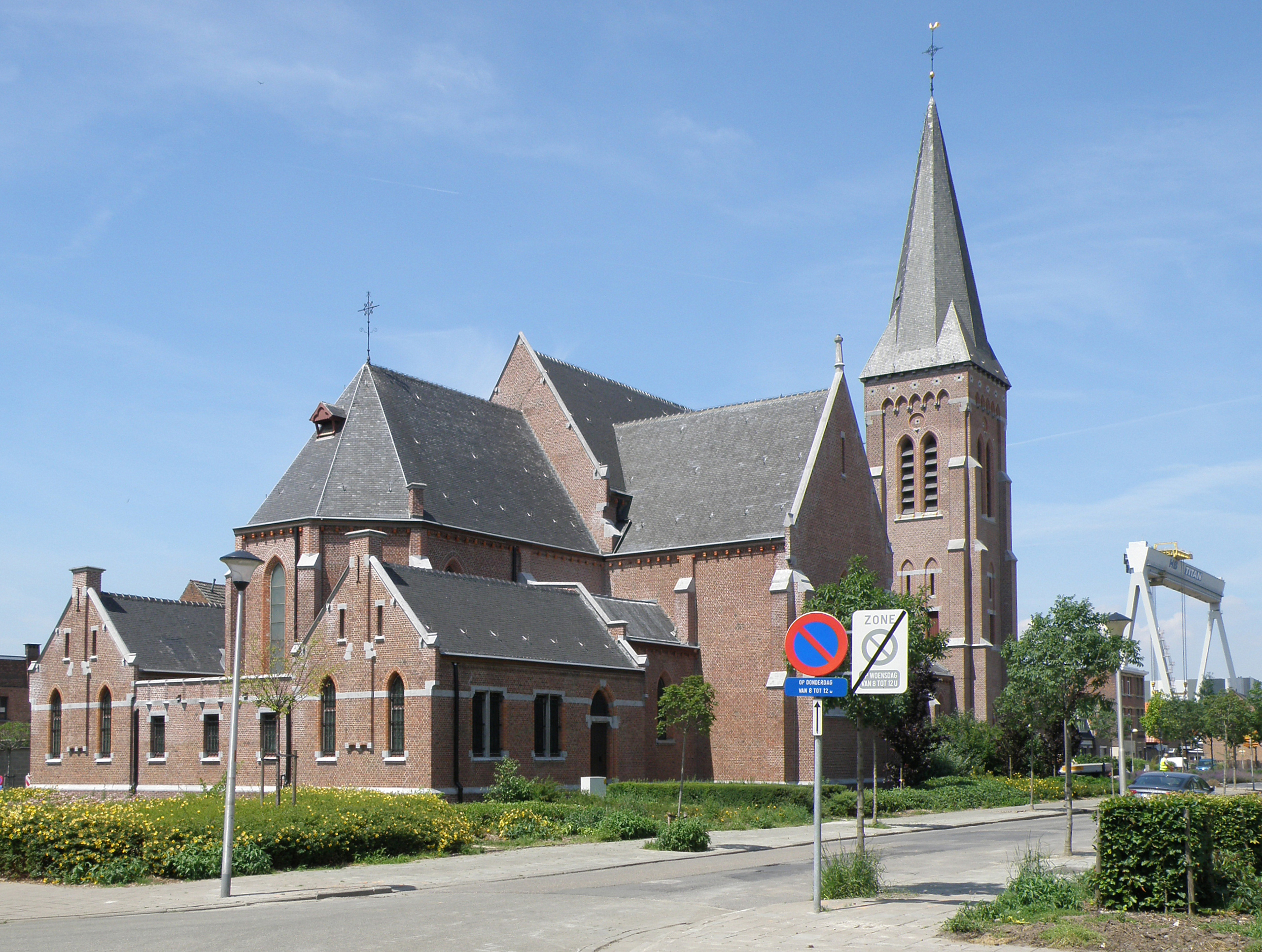
Sint-Jozefskerk

De Sint-Jozefskerk is een parochiekerk in de tot de gemeente Antwerpen behorende plaats Hoboken, gelegen aan de Baron Sadoinestraat 2.
Deze bakstenen neogotische kerk werd gebouwd in 1911 voor de tuinwijk Moretusburg en is op het zuiden georiënteerd. Ten oosten van de kerk bevindt zich de naast gebouwde toren.